# كيم جونغ
كيم جونغ (الكورية: 김정) هي لاعبة تنس الطاولة كورية شمالية، ولدت في 19 أبريل 1989 في هامغيونغ الجنوبية في كوريا الشمالية.

## وصلات خارجية
- كيم جونغ على موقع منظمة تنس الطاولة العالمي (الإنجليزية)
- كيم جونغ على موقع أوليمبيديا (الإنجليزية)